# Long Stretch of Lonesome
| Оценки критиков      | Оценки критиков |
| Источник             | Оценка          |
| -------------------- | --------------- |
| AllMusic             | [ 1 ]           |
| Chicago Tribune      | [ 2 ]           |
| Entertainment Weekly | A−              |

Long Stretch of Lonesome — девятый студийный альбом американской кантри-певицы и автора-исполнителя Патти Лавлесс, изданный 30 сентября 1997 года на студии Epic Records. Соавтором песни «High on Love» стал Джефф Ханна их фолк-группы Джефф Ханна, а песня «You Don't Seem to Miss Me» была записана совместно с легендой кантри Джорджем Джонсом. Золотая сертификация за 500 тыс. копий в США.

## История
Альбом вышел 30 сентября 1997 года на студии Epic. Он не достиг высоких позиций в чартах (лишь № 9 в Billboard Top Country Albums). Однако получил положительные отзывы музыкальных критиков и интернет-изданий: Allmusic, Chicago Tribune, Entertainment Weekly.

## Список композиций
1. «The Party Ain’t Over Yet» (John David) — 3:32
2. «To Have You Back Again» (Annie Roboff, Arnie Roman) — 4:35
3. «I Don’t Want to Feel Like That» (Don Schlitz, Terry Radigan) — 4:19
4. «High on Love» (Kostas, Джефф Ханна) — 3:03
5. «Like Water into Wine» (Gretchen Peters) — 4:46
6. «That’s Exactly What I Mean» (Kim Richey, Tia Sillers) — 3:22
7. «You Don't Seem to Miss Me» (Jim Lauderdale) — 4:07
  - дуэт с George Jones
8. «Too Many Memories» (Stephen Bruton) — 3:52
9. «Long Stretch of Lonesome» (Gary Scruggs, Tony Arata) — 3:57
10. «Where I’m Bound» (Daryl Burgess, Tom Britt) — 4:04

## Участники записи
Музыканты
- Deborah Allen — бэк-вокал
- Susan Ashton — бэк-вокал
- Eddie Bayers — drums
- Richard Bennett — акустическая гитара, электрогитара
- Michael Black — бэк-вокал
- Nanette Bohannon-Britt — бэк-вокал
- Tom Britt — гитара
- Kathy Burdick — бэк-вокал
- Mary Chapin Carpenter — бэк-вокал
- Vickie Carrico — бэк-вокал
- Jerry Douglas — гитара
- Dan Dugmore — гитара
- Stuart Duncan — скрипка, мандолина
- Paul Franklin — гитара
- Steve Gibson — акустическая гитара, электрогитара
- Горди Мл., Эмори — бас-гитара
- другие

## Чарты

### Еженедельные чарты
| Чарт (1997)                        | Высшая позиция |
| ---------------------------------- | -------------- |
| США Billboard 200                  | 68             |
| США Billboard Top Country Albums   | 9              |
| Канада Canadian RPM Country Albums | 31             |